# Razorlight
Razorlight é um grupo anglo-sueco de indie rock e britpop, formado no verão de 2002.

## História
A banda conquistou o reconhecimento do público com o lançamento do CD Up All Night, em 2004. Garantindo assim ótimas posições nas paradas britânicas e destaque em revistas como NME, Q magazine e Billboard. Em 2006, alcançaram o topo das paradas com o single 'America' de seu segundo e auto-intitulado álbum, Razorlight. Em 2008, lançam Slipway Fires, seu terceiro álbum de estúdio.

## Formação
- Björn Sten Ågren nasceu em 1979 na Suécia - guitarrista. Ele escreveu a música "To The Sea", que está no CD Up All Night.
- Jonathan Edward Borrell, nasceu em 4 de abril de 1980, em Muswell Hill, Londres, Inglaterra - vocalista, guitarrista e compositor.
- Carl Dalemo nasceu em 9 de dezembro de 1980, em Lidköping, Suécia - baixista. Já cantou e tocou guitarra por cinco anos em diferentes bandas, antes de ser chamado pelo seu amigo Björn Ågren para participar da banda.
- Andrew Burrows nasceu em 30 de junho de 1979, em Winchester, Inglaterra - baterista. Também é o co-autor das músicas America e Before I Fall To Pieces, junto com Johnny Borrell.

## Discografia

### Álbuns de estúdio
- 2004: Up All Night
- 2006: Razorlight
- 2008: Slipway Fires
- 2018: Olympus Sleeping